# 王渭田
王渭田（1939年12月—），男，山东曲阜人，中华人民共和国政治人物，曾任山东省人大常委会副主任，第七、八届全国人大代表。